# Che'enal
Che'enal, född okänt år, död 500-talet, var en regerande drottning av mayastaten Coba cirka 565-573. 
Hon var troligen dotter till kung Yax Yopaat ur Ormdynastin i Dzibanche/Calakmul, och gifte sig med K'ahk Bahlam. 
Hon bar titeln kaloomte och rankades högre än sin make. Hon avslutade sin första period som regent 7 december 573. Hon förmodas ha abdikerat till förmån för sin make: K'ahk Bahlam efterträdde henne på tronen, och hans regeringstid började 574. 
Hon var förmodligen mor till kung Sihyaj Chan K'awiil, som besteg tronen 610. 